# Linea M2 (metropolitana di Istanbul)
La linea M2 della metropolitana di Istanbul,  ufficialmente denominata linea metropolitana M2 Yenikapı – Hacıosman & Sanayi Mahallesi – Seyrantepe (in turco Yenikapı – Hacıosman & Sanayi Mahallesi – Seyrantepe M2 metro hattı) è una linea di metropolitana di 23,5 km che serve 16 stazioni nella parte europea della città. È colorata in verde nelle mappe e sui segnali stradali.
La M2, gestita da Metro İstanbul, opera tra la stazione di Hacıosman (nel distretto di Sarıyer) e quella di Yenikapı (nel distretto di Fatih). Inoltre, dei treni navetta corrono tra Sanayi a Seyrantepe per la Türk Telekom Arena.
La linea M2 ha una lunghezza totale di 23,5 chilometri e un'utenza di 320 000 passeggeri al giorno, che la rendono la linea più utilizzata della città.

## Storia
La costruzione di questa linea che si sviluppa in direzione nord-sud comincio' il 19 agosto del 1992, quando fu posta la prima pietra del cantiere. La prima tratta tra Taksim e 4. Levent era lunga 7 km ed era interamente sotterranea; la costruzione delle gallerie era iniziata in tre aree separate (una a Taksim, una a Şişli e l'ultima a 4. Levent) e questi tre tronconi furono connessi l'un l'altro tra il luglio del 1994 e l'aprile del 1995.
La linea è stata completata a inizio gennaio 1999 e, in questa data, i primi mezzi rotabili sono stati calati nelle gallerie. Il 25 marzo 1999 sono iniziate le prime corse di prova e la linea è entrata in servizio il 16 settembre del 2000, tra Taksim e Levent. Il successivo 24 ottobre, la linea è stata estesa fino a 4. Levent.
Con il completamento del ponte della metropolitana sul Corno d'Oro (Haliç Metro Köprüsü), la linea M2 è entrata in pieno servizio da Yenikapı a Hacıosman.

### Le date delle aperture

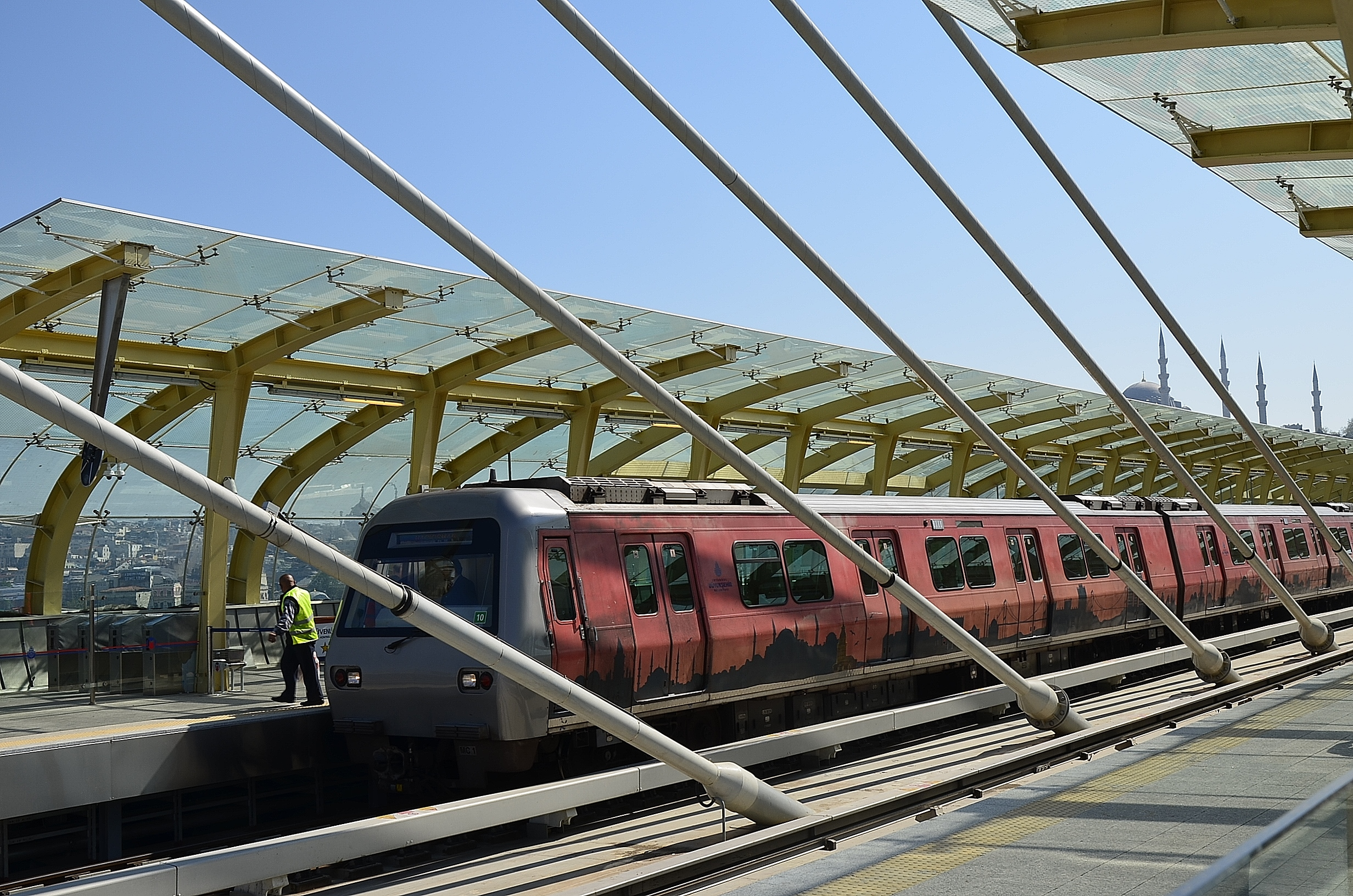
Un treno della M2 alla fermata di Haliç, sul ponte della metropolitana sul Corno d'Oro.

- 16 settembre 2000: Taksim - Levent
- 24 ottobre 2000: Levent - 4. Levent
- 31 gennaio 2009: Taksim - Şişhane e Levent - Atatürk Oto Sanayi
- 2 settembre 2010: Atatürk Oto Sanayi - Darüşşafaka
- 11 novembre 2010: Sanayi Mahallesi - Seyrantepe
- 29 aprile 2011: Darüşşafaka - Hacıosman
- 15 febbraio 2014: Şişhane - Yenikapı

## Tragitto
La M2 inizia a Hacıosman, nel sud-ovest del distretto di Sarıyer. Da lì passa sotto Büyükdere Caddesi, una delle principali strade nord-sud della città, attraversando i due principali distretti finanziari di İstanbul: Maslak e Levent. A Gayrettepe c'è un nodo di interscambio con la linea veloce per l'aeroporto. La linea si dirige poi leggermente a ovest, a sud di Levent, attraverso Şişli, fino alla storica Piazza Taksim. Da lì la M2 si dirige attraverso la parte occidentale  di Beyoğlu fino a Şişhane. Attraversa il Corno d'Oro verso la Città Vecchia e termina a Yenikapı, un nodo di trasporto dove si collega alla linea M1 e a Marmaray.

## Stazioni
- Hacıosman
- Darüşşafaka
- Atatürk Oto Sanayi